# Волфганг Изер
Волфганг Изер (на немски: Wolfgang Iser) е германски филолог англицист, един от основателите на литературоведската школа рецептивна естетика (още – естетика на въздействието или Констанцка школа).

## Биография
Волфганг Изер е роден на 22 юли 1926 година в курортното градче Мариенберг, Саксония, което след Втората световна война остава в съветската зона. Следва философия, английска и германска филология в университета на Лайпциг, а след това се прехвърля в университета на Тюбинген в американската зона, където се премества неговият преподавател по философия Ханс-Георг Гадамер. В Хайделберг защитава дисертация върху творчеството на Хенри Филдинг (1950). Там среща и бъдещата си съпруга Лоре, която се превръща в негов интелектуален спътник през целия му живот. През 1951 г. е назначен за помощник преподавател в Хайделбергския университет, а през 1952 г. за помощник лектор в университета в Глазгоу. След това преподава из университети по цял свят, включително в Азия и Израел. През 1991 г. се пенсионира в университета в Констанц, но продължава да преподава (до 2005 г.) в Калифорнийския университет в Ървайн.
Научната му работа е посветена на творчеството на Едмънд Спенсър, Шекспир, Лорънс Стърн, Уолтър Пейтър, Джеймс Джойс, Бекет и др. Преподавал е в Хайделберг, Вюрцбург, Кьолн, Глазгоу, Констанц (1967 – 1991), университета Уесли, Принстън, Иерусалим и др. Заедно с Ханс Роберт Яус и Ханс Блуменберг е един от основателите на Констанцката школа, деен участник от самото начало на проекта Поетика и херменевтика.
Умира на 24 януари 2007 година в Констанц на 80-годишна възраст.

## Признание
Изер е почетен доктор на университетите в София (Нов български университет), Букурещ и Гисен. Член е на Хайделбергската Академия на науките, на Academia Europea в Лондон, почетен член на Американската Академия на изкуствата и науките в Бостън, доживотен старши сътрудник на Центъра за академични изследвания на Лондонския университет, почетен член на Британската асоциация по сравнително литературознание в Кеймбридж. Носител е на медала „Вернер Хайзенберг“ на фондация Александър фон Хумболт в Бон.
През 2000 г. департамент Нова българистика под ръководството на Александър Кьосев организира голяма международна конференция в чест на Волфганг Изер.

### Книги на Изер
- Die Weltanschauung Henry Fieldings (1952)
- Walter Pater. Die Autonomie des Ästhetischen (1960)
- Spensers Arkadien-Fiktion und Geschichte in der englischen Renaissance (1970)
- Die Appellstruktur der Texte. Unbestimmheit als Wirkungsbedingung literarischer Prosa (1970)
- Der Implizite Leser – Kommunikationsformen des Romans von Bunyan bis Beckett (1972)
- Der Akt des Lesens – Theorie ästhetischer Wirkung (1976)
- Die Artistik des Mißlingens (1979)
- Laurence Sternes „Tristram Shandy“. Inszenierte Subjektivität (1987)
- Shakespeares Historien. Genesis und Geltung (1988)
- Prospecting: From Reader Response to Literary Anthropology (1989)
- Das Fiktive und das Imaginäre – Perspektiven literarischer Anthropologie (1991)
- The Range of Interpretation (2000)
- How to do theory (2006)

### На български език
- Волфганг Изер. Обхватът на интерпретацията. Превод от англ. език Ралица Атанасова. София: 41Т, 2004. 304 с. (ISBN 954-91485-2-4)
- Волфганг Изер. „Възможности на илюзията в историческия роман „Уейвърли“ на сър Уолтър Скот“. // сп. Литературата, ІІ 1995, № 2, 45 – 81